# 宇都宮大学共同教育学部附属中学校
宇都宮大学共同教育学部附属中学校（うつのみやだいがくきょうどうきょういくがくぶふぞくちゅうがっこう）は、栃木県宇都宮市松原一丁目にある国立中学校。通称・略称は「附属」「宇大附」「附中」。

## 概要
宇都宮大学共同教育学部附属学校園内にあり、園内には幼稚園・小学校がある。附属学校であり、全校生徒は約420名。宇都宮大学共同教育学部附属小学校のほぼ全ての卒業生が持ち上がりで本校に進学する（連絡入学）ほか、受験によって選抜される他の小学校出身者枠が全体の約1/4の割合で設けられており（公募入学）、通学域は栃木県内の広範囲にわたる。
附属高校は存在しないため、ほぼ全員が外部の高校へ進学する。主な進学先としては、栃木県立宇都宮高等学校や栃木県立宇都宮女子高等学校に例年男女各30名～40名が進学。また、開成高等学校や筑波大学附属高等学校、早慶附属高校など、首都圏の進学校へ進学する生徒もいる。

## 受験
入学希望者の選考検査は、毎年1月上旬に行われている。国語・算数・社会・理科の4教科の試験と、面接がある。2014年度入学生までは、面接の後の第1次合格発表の後、抽選によって最終的な合格者が決められていた。中学校から入学の生徒は男女各25名程度（年によって異なる）であり、上記の検査により合格者が決定する。その後に入学辞退者が出た場合は補充合格者が決定される。2012年度から学区が宇都宮市内から栃木県内になった。
なお、転入生試験は他県の国立大学附属中学校に在籍していた人が転居により転入を望む場合、定員に空きがある場合行われる。ただし、基本的に行われない。

## 校風
国立学校の大きな特徴である「論理的思考を養育する実践的授業」に加え、「セルフコントロール(self-control)」を教師が強く意識している。

## 校舎
学科教室（西理科室・東理科室・家庭科室・技術室・保健室・音楽室・図書室など）がある北校舎、及び学級教室・社会室・会議室・職員室・生徒会室・視聴覚室・英語室・校長室・印刷室のある南校舎で構成される。
昇降口の隣に、学友会室がある。
平成20年度、耐震補強を含む全棟の改修が行われ、各教室に冷暖房が設置された。

## 部活動
- 現在活動中の部活動
- 文化部 - 「科学部」「美術部」「吹奏楽部」「演劇部」
- 運動部 - 「男子ソフトテニス部」「女子ソフトテニス部」「サッカー部」「男子バドミントン部」「女子バドミントン部」「男子バスケットボール部」「女子バスケットボール部」「陸上競技部」「卓球部」「剣道部」

## 共同教育学部化
2020年度より、群馬大学と宇都宮大学は教員の資質能力向上や、教育資源の相互活用などを目的として、全国初の共同教育学部を設置した。
それに伴い校名を「宇都宮大学教育学部附属中学校」から「宇都宮大学共同教育学部附属中学校」に変更した。

## 沿革
- 1947年4月1日 - 栃木師範学校男子部附属中学校を宝木の同男子部附属小学校内（現附属特別支援学校用地）に、栃木師範学校女子部附属中学校を戸祭の同校女子部（現在地）に創立
- 1948年4月1日 - 男子部附属中学校を宝木の栃木師範学校男子部東寮（現県立宇都宮中央女子高等学校校地）に移転
- 1949年4月1日 - 男子部附属中学校と女子部附属中学校を統合し、宇都宮大学栃木師範学校附属中学校を戸祭の栃木師範学校女子部跡地（現在地）に設置
- 1949年5月31日 - 宇都宮大学師範学校附属中学校と改称
- 1951年4月1日 - 宇都宮大学学芸学部附属中学校と改称
- 1966年4月1日 - 宇都宮大学教育学部附属中学校と改称
- 2004年4月1日 - 国立大学法人化
- 2020年4月1日 - 宇都宮大学共同教育学部附属中学校と改称。

## 主な出身者
- 上野通子 - 政治家、参議院議員
- 浜本階生 -スマートニュース株式会社共同創業者兼元代表取締役社長
- 梶克之 - 政治家
- 斉藤一也 - テレビ東京社員・元アナウンサー
- 真瀬宏子 - 政治家、洋画家
- 岡部みどり - 国際関係論学者
- 毛塚幹人　- 政治家

## 校歌
- 作詞 - 三日月朗
- 作曲 - 下総皖一

## アクセス
- 【鉄道】
  - JR線最寄り駅 【JR東日本 東北新幹線・宇都宮線・烏山線・日光線】JR宇都宮駅
  - 東武線最寄り駅 【東武鉄道　東武宇都宮線】東武宇都宮駅
- 【徒歩】 宇都宮駅から徒歩で約40分、東武宇都宮駅から約20分。
- 【車】JR宇都宮線宇都宮駅から約15分、東武宇都宮駅から約10分。
- 【バス】関東自動車・JRバス
  - JR宇都宮駅から、関東自動車の行き先番号50番 清住町経由細谷車庫行 で約20分「宇大附属学校園入口」下車
    - 西伸する師範通り沿いに正門がある。

  - このほか、駒生営業所行や桜通り経由の各行き先、JRバスの作新学院行などで、「新川」下車